# 11th Dream
11th Dream je počítačová hra kterou vytvořilo české studio Blue Pulsar. Hra vyšla 31. května 2019 na Steamu v předběžném přístupu. Jedná se o abstraktní 3D střílečku viděnou z pohledu třetí osoby.

## Hratelnost
Jedná se o 3D střílečku z pohledu třetí osoby. Jráč může hrát příběhovou kampaň, nebo skirmish mód. Ve skirmish hráč bojuje s dalšími roboty a snaží se získat co nejvyšší skóre. K dispozici přitom je celá řada arén, kdy si další arény lze vyrobit v editoru.
Příběhová kampaň je zasazena ve světě, kdy skončila „biologická historie“. Hráč se ujímá I-Bota, který slouží ID Masterovi a bojuje proti botům, kteří se rozhodli systému a ID Masterovi vzepřít. Hráč si přitom může vybrat, zda zůstane I-Botovi věrný, nebo se přidá na stranu povstalců. Kampaň je určená pro speedrunnery a nadšence pro „hardcore zážitky“.